# Miguel de Pombo
Miguel de Pombo y Pombo (Popayán, 17 de noviembre de 1779 - Bogotá, 6 de julio de 1816) fue un político, académico y prócer de la independencia colombiana. 

## Biografía

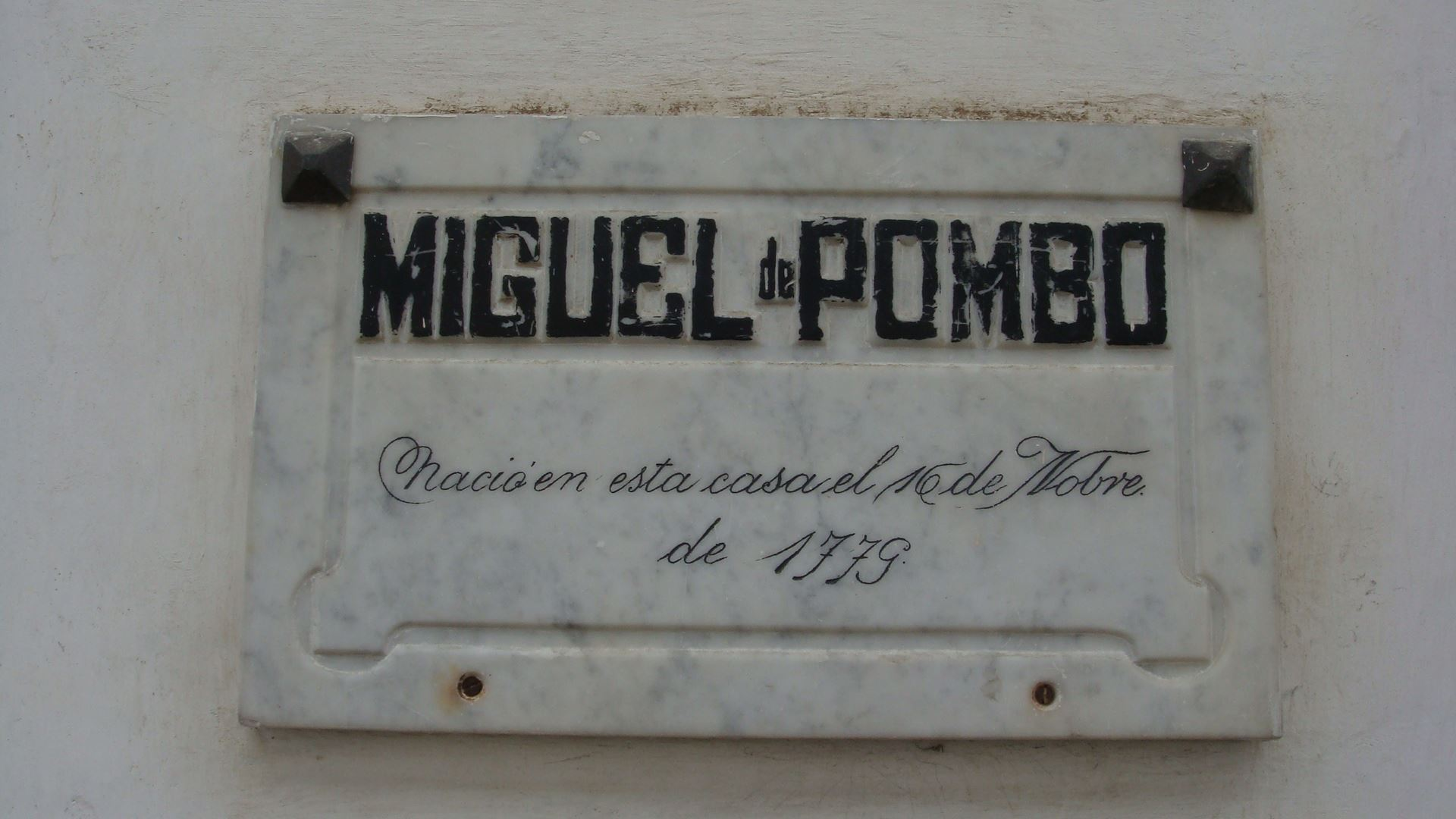
Placa conmemorativa en la casa natal de Miguel de Pombo, en Popayán.

### Origen, estudios y trayectoria pública
Nació en Popayán, en el hogar conformado por Juan Antonio Pombo y Doldán y su prima Petronila Agustina Pombo y Ante, quienes habían contraído matrimonio en esa ciudad el 12 de enero de 1774. Fue bautizado en la catedral el mismo día de su nacimiento, recibiendo en la pila bautismal los nombres de Miguel Asisclo Victoria.
Estudió en el Seminario Real de San Francisco de Asís de su ciudad natal y en el Colegio Mayor de Nuestra Señora del Rosario en Santafé, al que ingresó en 1797 para adelantar estudios de Jurisprudencia. Entre sus preceptores se contaron José Félix de Restrepo, Francisco José de Caldas y José Celestino Mutis. En El Rosario fue colegial de derecho civil (1798-1799), maestro de ceremonias y bachiller (1799-1800) y licenciado (1803), así como colegial porcionista.
Se distinguió como abogado, desempeñándose como tal en la Real Audiencia, órgano en el que fue recibido el 16 de marzo de 1805. Por su amor a las ciencias mereció el nombramiento de investigador de la Expedición Botánica, en la que fue discípulo de Mutis.
Fue representante al Colegio de Santafé, Secretario de la Junta Principal de Vacuna entre 1805 y 1808 y Teniente Gobernador de Bogotá en 1811, año en que también se desempeñó como Fiscal del Tribunal de Gobierno y Hacienda. Entre 1812 y 1813 fue diputado al Congreso.

### La Independencia
En los sucesos del 20 de julio de 1810, fue uno de los tribunos del pueblo y vocal de la Junta Suprema; el Acta de Independencia lleva su firma. Estuvo comisionado en ese mismo año para el examen de papeles de los Oidores. Colaboró en el Diario Político de Santafé que dirigían Caldas y Joaquín Camacho.
En la relación que elaboraron las autoridades españolas acerca de los criollos fusilados, describieron a Pombo como «autor de muchos escritos revolucionarios que contenían máximas heréticas y sediciosas, de Constituciones para el Estado, y uno de los más tenaces y sostenedores de la Independencia y enemigos del Rey».
Como abogado redactó un opúsculo sobre la constitución de los Estados Unidos, la cual tradujo con una exposición preliminar sobre sus doctrinas, y publicó otras piezas jurídicas y literarias. "Su palabra fogosa y su atrevida pluma, dice Vergara y Vergara, lucieron principalmente en el foro, en las asambleas populares y en los escritos políticos." 
La admiración de Pombo por Estados Unidos y su sistema de gobierno queda patente en uno de sus escritos más famosos:

¿Quál es pues ese pueblo a quien debemos imitar, y cuya Constitución política ha de servir de modelo a la que vamos a formar para nosotros? Este pueblo está en nuestro mismo continente, es el pueblo de los Estados-Unidos, los quales, según la observación de un filósofo político de la Europa, del Dr. Price, "son los primeros bajo del cielo que tienen el honor distinguido de haber establecido formas de Gobierno favorables a la libertad universal."(...)

Miguel de Pombo, Discurso sobre el sistema federativo, Santafé, 1811.

### Muerte
Luego de la entrada de Pablo Morillo a Bogotá durante la Reconquista Española, El Pacificador lo hizo apresar y fusilar el 6 de julio de 1816. Cuando era conducido al patíbulo, los soldados que lo escoltaban quisieron hacer fuego sobre Benito Barros, un hombre que gritaba desde un balcón que no sacrificaran a esos inocentes, pero Pombo se interpuso y les dijo: «No le matéis. El sólo dice la verdad.» A este prócer también se le atribuye la frase: ¿Qué hay que temer? Los tiranos perecen, los pueblos son eternos. 
Poco antes de morir escribió con pulso perfectamente firme un sentido adiós a la señora Eusebia Caicedo, quien cuidó de él mientras estuvo en prisión y cuando fue puesto en capilla.
En el centro histórico de su ciudad natal existe una placa conmemorativa en la casa donde nació, identificada con la nomenclatura contemporánea Calle 4 N° 3-27. Esta placa fue colocada por la ciudad en 1910, con ocasión del primer centenario de la Independencia.

## Obras
Dentro de los escritos más destacados de Pombo se cuentan:
- Breve elogio del Dr. Eduardo Jenner, (1808).
- Exposición preliminar a la Constitución de los Estados Unidos y traducción de ésta, (1810).
- Suplemento del Diario Político, con motivo del asesinato de Morales, Salinas y Quiroga en Quito, (1810).
- Discurso sobre el sistema federativo, (1811).
- Estudio político sobre la extinción de los estancos del tabaco y el aguardiente, (1811). Esta obra fue leída por el propio Pombo en la Suprema Junta de Santafé el 1.º de septiembre de 1811.